# Chengde, Chengde
Chengde, även romaniserat Chengteh, är ett härad som lyder under Chengde i Hebei-provinsen i norra Kina.